# Козін Аскольд Іванович
Аскольд Іванович Козін (лютий 1894, місто Київ — ?) — радянський партійний діяч, 1-й секретар Кременчуцького міського комітету КП(б)У Полтавської області. Кандидат у члени ЦК КП(б)У в 1938–1940 роках.

## Життєпис
Народився в лютому 1894 року в місті Києві.
Член РКП(б) з 1918 року.
У 1920-х роках перебував на відповідальній партійній роботі в Кременчуцькій окрузі.
До липня 1938 року — секретар Партійної колегії Комісії партійного контролю ЦК ВКП(б) по Чернігівській області.
З липня 1938 до 1939 року — 1-й секретар Кременчуцького міського комітету КП(б)У Полтавської області.
З січня 1940 до 1941 року — начальник управління харчової промисловості виконавчого комітету Полтавської обласної ради депутатів трудящих.
Під час німецько-радянської війни, в 1941—1943 роках — у Червоній армії на політичній роботі. Працював у Чкаловському (Оренбурзькому) танковому училищі Південно-Уральського військового округу.
Подальша доля невідома.

## Звання
- капітан

## Нагороди
- Орден Вітчизняної війни І ст. (23.09.1944)
- медалі